# Natural (Noelia)
Natural è un album della cantante pop portoricana Noelia, pubblicato nel 2003 dall'etichetta discografica Fonovisa.

## Tracce
CD (Fonovisa 0883 50767 2)
1. Y se irá – 3:53
2. Ya no eres el mismo – 4:12
3. Clávame tu amor – 3:55
4. Tan cerca y tan lejos – 4:25
5. Marcha atras – 3:51
6. Puedo ser tu libertad – 4:27
7. Que poco sabes – 4:37
8. Voy hacia a ti – 3:52
9. Enamorada – 3:51
10. Cómo corre el río hacia el mar – 4:14
11. Huella tras huella – 3:58
12. Clávame tu amor (Versión Salsa) – 4:40
13. Clávame tu amor (Versión Cumbia) – 3:26
14. Ya no eres el mismo (Versión Salsa) – 4:15
15. Ya no eres el mismo (Versión Cumbia) – 3:32

Durata totale: 61:08